# Program ukryty
Program ukryty – to, czego uczy przebywanie w placówce oświatowej oraz czego mimowolnie uczy nauczyciel, a także nieuświadomione oczekiwania nauczycieli wobec dzieci nieujęte w oficjalny program szkoły, jej cele nauczania.
Ukryty program jest nieodłącznym składnikiem każdej szkoły. Wielu nauczycieli nie zdaje sobie sprawy z jego istnienia i znaczenia. Program ten funkcjonuje w tekstach zawartych w podręcznikach, języku, rozkładzie zajęć, systemie ocen, oczekiwaniach nauczycieli, sposobie oceniania czy rytuale szkolnym.

## Efekty ukrytego programu
- czyni z wychowanków ludzi instytucji,
- szkoła nie wpływa na twórczy rozwój dziecka,
- zmusza uczniów do wypracowywania pewnych strategii zachowań nastawionych na przetrwanie w warunkach szkoły (oczekiwanie, nuda, uzależnienie od nauczyciela, ograniczenia czasowe itp.), odnosi się głównie do wychowania moralnego,
- sprawia, że wychowankowie stykają się z selekcją ludzi ze względu na płeć, wiek, osiągnięcia.